# 索登馬特湖

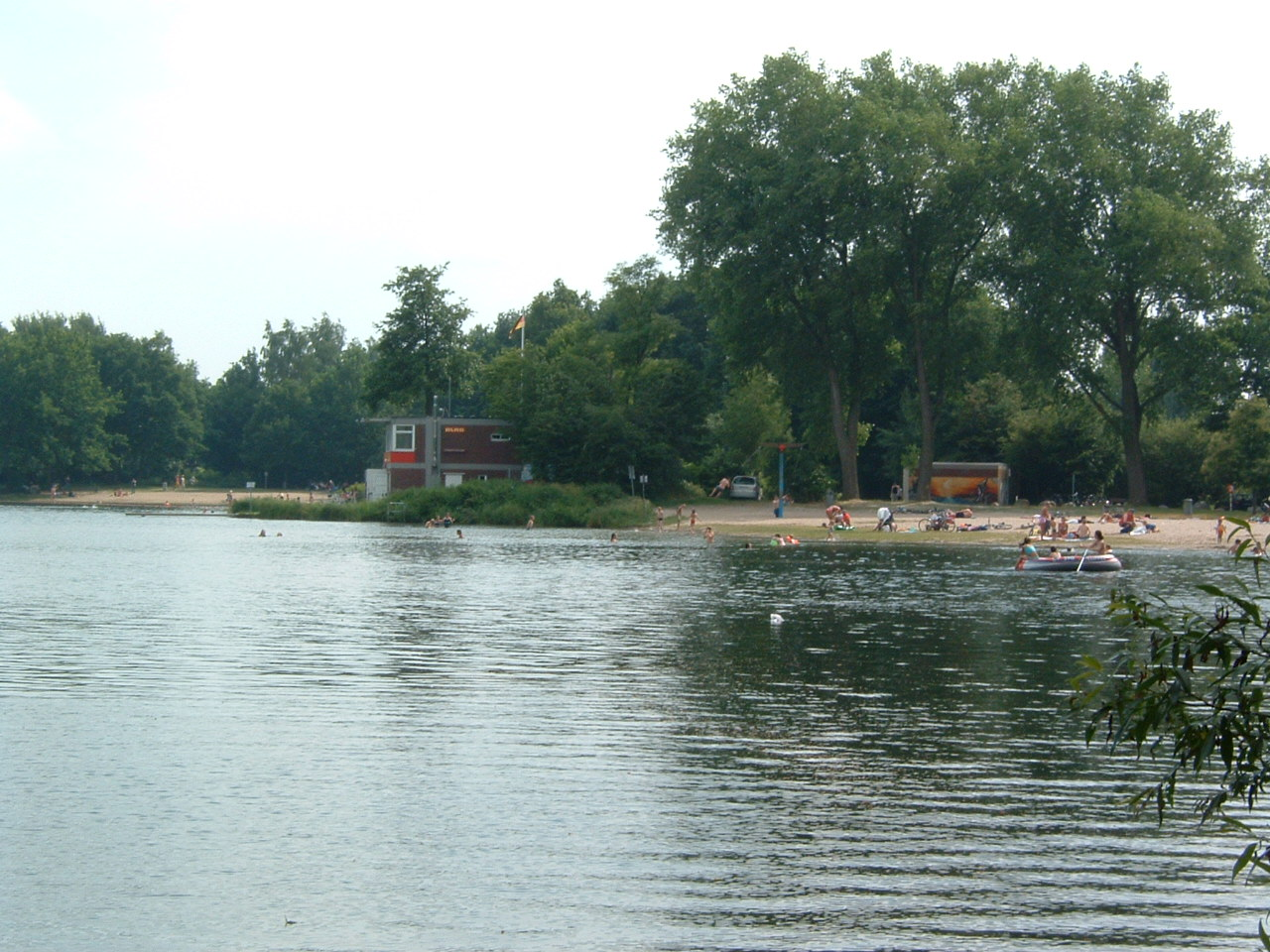

53°2′58″N 8°43′27″E / 53.04944°N 8.72417°E
索登馬特湖（德語：Sodenmattsee），是德國的湖泊，位於該國西北部，由不來梅州負責管轄，面積0.07平方公里，平均水深8米，最大水深13米，水體容量55萬立方米。